# Pierella boliviana
Pierella boliviana är en fjärilsart som beskrevs av Brown 1948. Pierella boliviana ingår i släktet Pierella och familjen praktfjärilar. Inga underarter finns listade i Catalogue of Life.